# Acacia laeta
Acacia laeta Benth. – gatunek drzewa lub czasami krzewu liściastego z rodziny bobowatych (Fabaceae Lindl.). Występuje naturalnie w Afryce Wschodniej, Sahelu, Afryce północno-wschodniej i Azji Zachodniej.

## Rozmieszczenie geograficzne
Rośnie naturalnie w Tanzanii, Mali, Burkinie Faso, Nigrze, Nigerii, Czadzie, Sudanie, Etiopii, Somalii, Egipcie, Jemenie, Arabii Saudyjskiej oraz Iraku. Według innych źródeł występuje także w południowej Algierii, w dolinie Morza Martwego oraz dolinie Ha-Arawa.

## Morfologia
PokrójMałe drzewo lub krzew dorastające do 2–6 m wysokości. Gałązki są gładkie. Kora ma szarą barwę, nie łuszczy się. Posiada czarne, krótki, haczykowate kolce.
LiścieMają długość 1–4 cm. Składają się z 2–5 listków. Listki są asymetrycznie podłużne. Mają 0,6–1,2 cm długości i 0,3–0,5 cm szerokości. Są błyszczące, mniej lub bardziej nagie. Gatunek ten różni się liśćmi od innych gatunków akacji występujących w Sahelu (A. dudgeoni, A. gourmaensis, A. mellifera, A. senegal).
KwiatyMają żółtobiałą barwę. Zebrane są w kwiatostanach od długości do 5 cm. Wydzielają zapach.
OwocePodłużne strąki.
Gatunki podobneMorfologicznie jest to gatunek pośredni pomiędzy A. mellifera a A. senegal.

## Biologia i ekologia
Występuje na podłożu piaszczysto-gliniastym, ilastym lub piaszczystym. Na wyżynie Aïr rośnie do wysokości 1500 m n.p.m. Rośnie na obszarach, gdzie średnia roczna suma opadów wynosi 200–800 mm. Gatunek ten jest bardzo wytrzymały i odporny na suszę.
Triploid (2n=39) prawdopodobnie pochodzenia hybrydowego.

## Zastosowanie
Z tego gatunku produkuje się gumę arabską, choć jest ona gorszej jakości niż ta otrzymywana z Akacji senegalskiej. Mimo to jest ona wprowadzona do obrotu handlowego. Ponadto drewno A. laeta jest używane jako drewno opałowe. Kora bywa używana do produkcji lin. Ekstrakt z tego gatunku stosuje się w celu zmiękczenia skóry przed garbowaniem. A. laeta został pomyślnie wykorzystany w programach ponownego zalesiania.
Ma również zastosowanie w medycynie niekonwencjonalnej jako środek przeciwbólowy.

## Ochrona
W Czerwonej księdze gatunków zagrożonych został zaliczony do kategorii NE (not evaluated) – jego statusu według kryteriów IUCN nie określono.